# 中澤祥次郎
中澤 祥次郎（なかざわ しょうじろう、1971年12月29日 - ）は、主に特撮テレビドラマ作品の監督（演出家）。助監督時代の名義は「中沢祥次郎」。東京都出身。

## 来歴
専門学校を卒業した後、1993年の『五星戦隊ダイレンジャー』よりスーパー戦隊シリーズに助監督として参加する。当時、中澤より上の助監督としては渡辺勝也・田﨑竜太・竹本昇の3名が現場を采配していた。1995年の『超力戦隊オーレンジャー』からはセカンド助監督を務め、翌1996年の『激走戦隊カーレンジャー』第41話より竹本の後継としてチーフ助監督に就任する。
2000年、28歳で『未来戦隊タイムレンジャー』第45話で監督としてデビュー。そして『爆竜戦隊アバレンジャー』より、本格的に監督ローテーションに定着。『魔法戦隊マジレンジャー』『轟轟戦隊ボウケンジャー』と2年連続でセカンドパイロットを担当し、2007年の『獣拳戦隊ゲキレンジャー』では初のメイン監督に就任すると、パイロット作品、劇場版、最終話などの重要回を采配した。2008年は『炎神戦隊ゴーオンジャー』に加え、戦隊シリーズ以外の現場で初めて『仮面ライダーキバ』の演出を担当する。
2度目のメイン監督作品だった『侍戦隊シンケンジャー』ではテレビシリーズの第1話と最終話を撮り、その傍らで劇場版を2作品を手がけ、最多エピソードを演出する。
2011年は『海賊戦隊ゴーカイジャー』にて3作目となるメイン監督を担当。テレビシリーズへの参加は第28話までだったが、加藤弘之や竹本昇と並ぶ最多の10本を演出し、2012年に公開された映画『海賊戦隊ゴーカイジャーVS宇宙刑事ギャバン THE MOVIE』でも監督を務めた。2012年9月には『仮面ライダーウィザード』に参加し、ライダーシリーズでは初のパイロット監督を務めた。2014年から2016年にかけては、『烈車戦隊トッキュウジャー』『手裏剣戦隊ニンニンジャー』『仮面ライダーエグゼイド』にて3年連続でパイロット監督を担当した。

## 作風
演出はコミカルなものを得意とし、顔のアップなどを用いるが、斬新な演出を見せたりもする。
中澤自身は得意分野と言えるものはないとしており、新しいことを取り入れながら常に模索していると述べている。

## エピソード
- セカンド・チーフ助監督として携わった『カーレンジャー』では同作品の挿入歌の『カーレンジャー輝く』（歌：高尾直樹）の作詞を自ら手がけている。
- 今や東映特撮を代表する監督になった中澤だが、当初は特撮作品の助監督になるつもりはなく、専門学校からの紹介だった。また自身も特撮作品についてまったく造詣はなかったという。それゆえ、『忍風戦隊ハリケンジャー』の演出回に『宇宙刑事ギャバン』などに出演した大葉健二がゲストでやって来ても、大葉のことを知らなかったという。アクション監督の竹田道弘や他のスタッフが大葉の登場にやたらと興奮していたが、自分はそのノリについていけなかったと述懐している。後に、「普通のドラマ作りがしたくて専門学校に入りましたが、たまたま紹介されたのが東映の特撮でした。しかし、自分が関わった作品を初めてテレビで見た時、特撮の醍醐（だいご）味を知り、格好いいと思うものを照れることなく格好よく撮れる…『平和を守る』とか普段、言えないことでも思い切り表現できるのが特撮の魅力ですね」と語っている[6]。
- 影響を受けた監督として、坂本太郎と田﨑竜太を挙げている[2]。
- 『百獣戦隊ガオレンジャー』最終話に登場する動物病院は中澤の実家が営んでいる病院である。
- 『アバレンジャー』後半で登場するアスカの子供は実際の中澤の子供であり、キャストクレジットにも出演者として表記されている。
- 『特捜戦隊デカレンジャー』に出演したさいねい龍二は、当時の中澤について良い意味で異彩を放っており、近寄りがたい存在であったと証言している[7]。『魔法戦隊マジレンジャー』に出演した橋本淳もアウトローな雰囲気の人物であったことを証言している[3]。
- 現場の外では先輩監督や役者陣との交流もあるようで、『魔法戦隊マジレンジャー』に出演した別府あゆみのブログによると、自宅に別府や竹本昇監督などを招いて鍋を囲むこともあるようである[8]。
- 戦隊シリーズの助監督をしていた時代に、カメラマンのいのくままさおに「お前が監督になったら俺がカメラマンをしてやる」と言われていた。しかし中澤が戦隊の監督に昇進した時期に、いのくまは仮面ライダーシリーズに異動しており、すれ違い状態が長く続いた。そしてこの約束は『仮面ライダーキバ』第36話にて、ようやく果たされることになった。いのくまは、終始機嫌よくカメラを回し続けたという[9]。
- 『侍戦隊シンケンジャー』の血祭ドウコク役の声に西凛太朗を、プロデューサーの宇都宮孝明に強く推薦している[10]。中澤はキャスト顔合わせのとき、西に「僕、監督になりました」と報告したという。中澤の現場デビューである『五星戦隊ダイレンジャー』に西は出演しており、実に15年ぶりに戦隊の現場での再会となった。西は中澤を「また呼んでくれて光栄。非常に指示が的確な監督」であると評している。
- 『シンケンジャー』のオープニング映像では、これまで一定の時間を割いていた戦隊メンバー個々のキャスト紹介（各戦士ごとの個別紹介画像映像と共に各戦士のキャスト紹介のテロップ文字が画面に現れるというパターン）を廃している。これは、オープニング演出を担当した中澤の意向によるものである。中澤はこの演出について、『タイムレンジャー』で諸田敏の手掛けたオープニング演出を意識したとも語っている[11]。
- 『天装戦隊ゴセイジャー』に出演したさとう里香によると「中澤さんは、台本にないセリフをいつもおもしろく付け足してくれる」という。また、中澤の顔が小さいことについて、「長石監督も顔小さいけど、中澤さんも負けてない」などと、ブログで評している[12]。
- 東映プロデューサーの宇都宮孝明からは「すばらしい感性を持っていて、もっとも信頼できる方だからメイン監督をお願いしたということですね。今一番いい画が撮れる監督ですから」と『海賊戦隊ゴーカイジャー』で評している[13]宇都宮がチーフで手掛ける『トッキュウジャー』までの4シリーズにおいてすべてパイロット監督として携わっており[14]、信頼を置かれている。ただし、『動物戦隊ジュウオウジャー』では、前作『手裏剣戦隊ニンニンジャー』の最終回演出や、『仮面ライダーエグゼイド』でメイン監督を務めた関係で、第5話から第20話までの参加となった。
- 『ゴーカイジャー』でメインライターを務めた荒川稔久からは「監督のクールさが宇宙海賊という素材にマッチしてる気がしましたし、そんな中でも熱いところはきちんと見せてくれました。」と評されている。また一方で「監督は私の書くくだらない小ネタに意外と乗ってくれるのでうれしいです。打ち合わせで『これはなくてもいいんじゃないの？』と周りから言われた部分も『いや、あっていいんじゃないでしょうか』って援護してくれたりして（笑）」ともコメントされている[15]。
- アクション監督の福沢博文によれば、『特命戦隊ゴーバスターズ』で自身が初のアクション監督をすることになったきっかけは、当初『ゴーバスターズ』のパイロット監督を務める予定だった中澤が推薦したスタッフの一人だったと明かしている[16]。
- スーパー戦隊シリーズで助監督を務めた荒川史絵は、中澤はロケ地や小道具などについて「フワッとした要求」を述べるが、しっかりとしたこだわりを持っているため、助監督側からの提案が咬み合わない時は苦労したという[17]。一方で、周囲の意見を聞いて提案を飲む間口の広い一面もあったという[17]。
- 歴史や城、電車などが好きで、それらをメインモチーフとした作品にも参加している[18]。また競馬も好きで[19]、大和屋暁が脚本を担当した『烈車戦隊トッキュウジャー』第37話では大和屋が馬主を務めるジャスタウェイに絡めたネタもあったことから、撮影中は同馬が出走する凱旋門賞の結果が気になっていたという[14]。
- 『烈車戦隊トッキュウジャー』でカグラ役を演じた森高愛は、第38話（第38駅）での映画監督の「なりきり」では挨拶の仕方など中澤を参考にしたという[5]。
- 『手裏剣戦隊ニンニンジャー』の出演者らは、中澤のこだわりの強さを特徴に挙げている[20]。
- プロデューサーでは日笠淳、塚田英明、武部直美、宇都宮孝明、大森敬仁と組むことが多い。

## 作品

### 監督
太字はパイロット作品。

#### テレビドラマ
- スーパー戦隊シリーズ（東映・テレビ朝日）
  - 未来戦隊タイムレンジャー（2000年 - 2001年）[注釈 4]
  - 百獣戦隊ガオレンジャー（2001年 - 2002年）[注釈 6]
  - 忍風戦隊ハリケンジャー（2002年 - 2003年）[注釈 7]
  - 爆竜戦隊アバレンジャー（2003年 - 2004年）
  - 特捜戦隊デカレンジャー（2004年 - 2005年）
  - 魔法戦隊マジレンジャー（2005年 - 2006年）
  - 轟轟戦隊ボウケンジャー（2006年 - 2007年）
  - 獣拳戦隊ゲキレンジャー（2007年 - 2008年）
  - 炎神戦隊ゴーオンジャー（2008年 - 2009年）
  - 侍戦隊シンケンジャー（2009年 - 2010年）
  - 天装戦隊ゴセイジャー（2010年 - 2011年）
  - 海賊戦隊ゴーカイジャー（2011年 - 2012年）
  - 特命戦隊ゴーバスターズ（2012年 - 2013年）
  - 烈車戦隊トッキュウジャー（2014年 - 2015年）
  - 手裏剣戦隊ニンニンジャー（2015年 - 2016年）
  - 動物戦隊ジュウオウジャー（2016年 - 2017年）
  - 快盗戦隊ルパンレンジャーVS警察戦隊パトレンジャー（2018年- 2019年）
  - 騎士竜戦隊リュウソウジャー（2019年 - 2020年）
  - 機界戦隊ゼンカイジャー（2021年 - 2022年）[21]
  - 暴太郎戦隊ドンブラザーズ（2022年）
  - 王様戦隊キングオージャー（2023年）[22]
  - 爆上戦隊ブンブンジャー（2024年 - 2025年）[23]
  - ナンバーワン戦隊ゴジュウジャー（2025年）
- 仮面ライダーシリーズ（東映・テレビ朝日）
  - 仮面ライダーキバ（2008年 - 2009年）
  - 仮面ライダーウィザード（2012年 - 2013年）
  - 仮面ライダー鎧武/ガイム（2013年 - 2014年）
  - 仮面ライダーエグゼイド（2016年 - 2017年）
  - 仮面ライダービルド（2017年 - 2018年）
  - 仮面ライダージオウ（2018年 - 2019年）
  - 仮面ライダーゼロワン（2019年 - 2020年）
  - 仮面ライダーセイバー（2020年 - 2021年）[24]
  - 仮面ライダーギーツ（2022年 - 2023年）
  - 仮面ライダーガヴ（2024年 - 2025年）
- 特捜9season5（2022年）

#### テレビスペシャル
- 烈車戦隊トッキュウジャーVS仮面ライダー鎧武 春休み合体スペシャル（2014年3月30日、東映・テレビ朝日）
- 手裏剣戦隊ニンニンジャーVS仮面ライダードライブ 春休み合体1時間スペシャル（2015年3月29日、東映・テレビ朝日）

#### 映画
- スーパー戦隊シリーズ
  - 電影版 獣拳戦隊ゲキレンジャー ネイネイ!ホウホウ!香港大決戦（2007年）
  - 侍戦隊シンケンジャー 銀幕版 天下分け目の戦（2009年）
  - 侍戦隊シンケンジャーVSゴーオンジャー 銀幕BANG!!（2010年）
  - 海賊戦隊ゴーカイジャーVS宇宙刑事ギャバン THE MOVIE（2012年）
  - 手裏剣戦隊ニンニンジャー THE MOVIE 恐竜殿さまアッパレ忍法帖!（2015年）
  - 手裏剣戦隊ニンニンジャーVSトッキュウジャー THE MOVIE 忍者・イン・ワンダーランド（2016年）
  - 機界戦隊ゼンカイジャー THE MOVIE 赤い戦い! オール戦隊大集会!!（2021年）
  - 爆上戦隊ブンブンジャー 劇場BOON! プロミス・ザ・サーキット（2024年）[25]
- 仮面ライダーシリーズ
  - 仮面ライダーフォーゼ THE MOVIE みんなで宇宙キターッ!（2012年）「仮面ライダーウィザード」ユニット 演出協力
  - 劇場版 仮面ライダーウィザード in Magic Land（2013年）
  - 劇場版 仮面ライダーゴースト 100の眼魂とゴースト運命の瞬間（2016年）「仮面ライダーエグゼイド」演出協力
  - 劇場版 仮面ライダーエグゼイド トゥルー・エンディング（2017年）
  - 仮面ライダー電王 プリティ電王とうじょう!（2020年）
  - 劇場版 仮面ライダーリバイス バトルファミリア（2022年） - 『仮面ライダーギーツ』演出協力
  - 映画 仮面ライダーギーツ 4人のエースと黒狐（2023年）[26]

#### オリジナルビデオ
- スーパー戦隊シリーズ（講談社）
  - 未来戦隊タイムレンジャー スーパービデオ 最強ヒーロー全ひみつ（2000年）[注釈 8]
  - 百獣戦隊ガオレンジャー スーパービデオ 対決!ガオレンジャーVSガオシルバー 炎のピヨちゃんたんじょう!（2001年）
  - 忍風戦隊ハリケンジャー スーパービデオ スーパー忍者とスーパー黒子（2002年）[注釈 8]
  - 特捜戦隊デカレンジャー スーパービデオ 超必殺わざ勝負! デカレッドVSデカブレイク（2004年）[注釈 8]
  - 海賊戦隊ゴーカイジャー キンキンに!ド派手に行くぜ!36段ゴーカイチェンジ!!（2011年）
- 仮面ライダーシリーズ
  - プロジェクト・サウザー（2020年）[27]

##### Vシネクスト
- ビルド NEW WORLD 仮面ライダーグリス（2019年）[28]
- テン・ゴーカイジャー（2022年）[29]

### 作詞
- カーレンジャー輝く（1996年、『激走戦隊カーレンジャー』挿入歌）